# Bazna istraživanja
Bazna istraživanja, takođe poznata kao čista istraživanja ili fundamentalna istraživanja, su naučna istraživanja koja se bave poboljšanjem naučnih teorija radi boljeg razumevanja ili predviđanja naučnih ili drugih fenomena. Primenjena istraživanja, s druge strane, koriste naučne teorije za razvoj tehnologije ili tehnika za intervenciju i promenu prirodnih ili drugih fenomena. Mada su često podstaknuta radoznalošću, bazna istraživanja pokreću inovacije primenjenih nauka. Ova dva cilja su često koordinirana u istraživanju i razvoju.
Iako su mnoga otkrića bila dogođaji srećnog slučajnog otkrivanja, za naučnim otkrićima se specifično traga koristeći teoretske i eksperimentalne pristupe, tako da su ona u mnogim slučajevima eksplicitno planirana.

## Pregled
Uprkos toga što pametni ljudi koji rade na ovom problemu već 50 godina, mi još uvek otkrivamo iznenađujuće osnovne stvari o najranijoj istoriji našeg sveta. To nas čini sasvim poniznim. — Matija Ćuk, naučnik pri SETI Institutu i vodeći istraživač, novembar 2016.

Bazna istraživanja unapređuju fundamentalno znanje o svetu. Ona su usredsređena na kreiranje i pobijanje ili podržavanje teorija koje objašnjavaju uočene fenomene. Čisto istraživanje je izvor većine novih naučnih ideja i načina razmišljanja o svetu. Ono može da bude istraživačko, opisno, ili obrazložavajuće; pri čemu je obrazložavajuće istraživanje najzastupljenije.
Bazna istraživanja generišu nove ideje, principe, i teorije, koje nisu uvek neposredno korištene ali su ipak osnova napretka i razvoja u različitim poljima. Današnji računari, na primer, ne bi postojali bez istraživanja čiste matematike sprovedenih pre više od jednog veka, za koja svojevremeno nije bilo praktične primene. Bazna istraživanja retko direktno pomažu praktičarima u rešavanju njihovih svakodnevnih problema; uprkos toga, ona podstiču nove načine razmišljanja koji potencijalno mogu da revolucionišu i dramatično poboljšaju način na koji će praktičari pristupati problemima u budućnosti.

## Literatura
- Levy, David M. (2002). „Research and Development”.  Ур.: David R. Henderson. Concise Encyclopedia of Economics (1st изд.). Library of Economics and Liberty. OCLC 317650570, 50016270, 163149563